# Взятие Мелитены
Взятие Мелитены — одно из сражений арабо-византийских войн, произошедшее в 934 году.

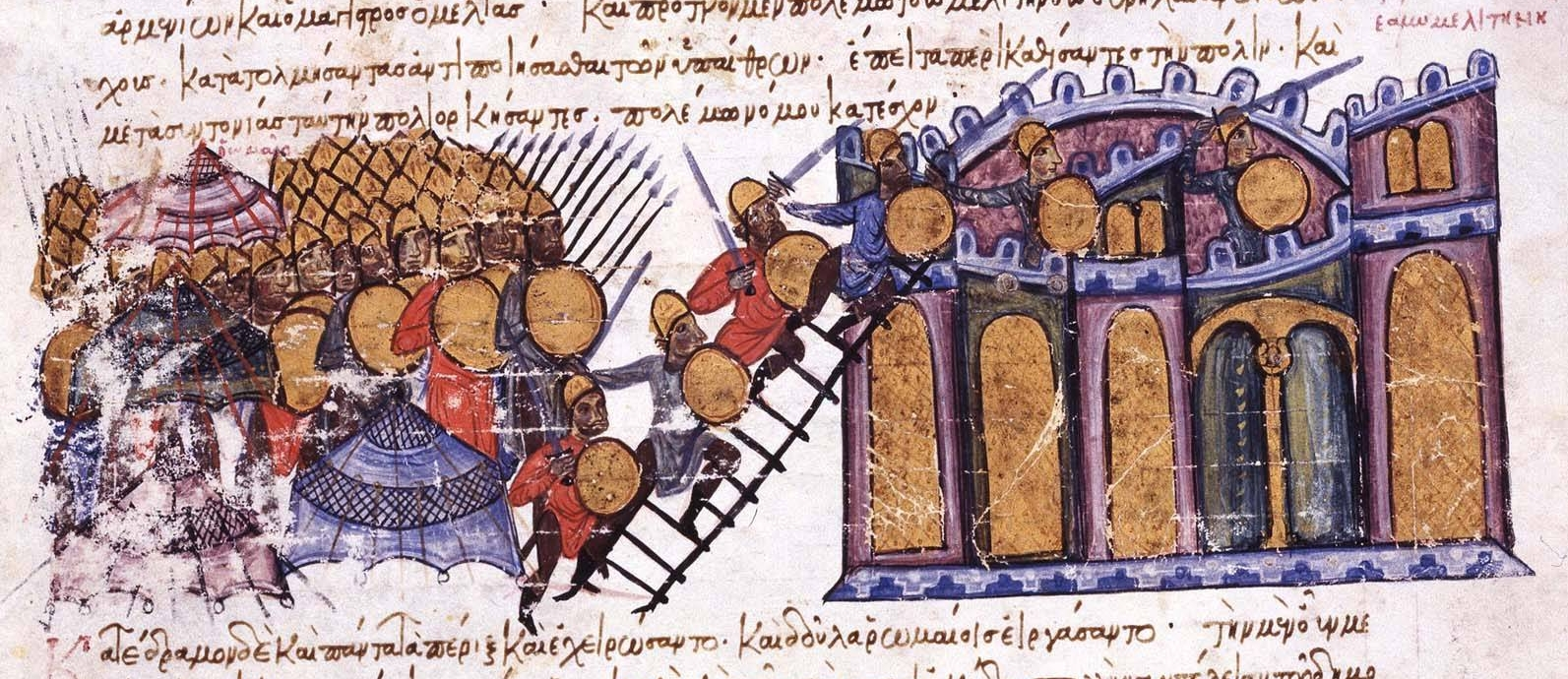
Взятие Мелитены. Миниатюра из Мадридской хроники Скилицы

В начале 931 года Мелитена подчинилась византийцам. Она получила статус зависимого города и обязались предоставить военный контингент для проводимых византийцами походов. В ноябре 931 года в результате арабского контрнаступления византийский гарнизон покинул Мелитену. Но Византия не хотела совершенно отказаться от подчинения города. 
В 933 году доместик восточных схол Иоанн Куркуас возобновил военные действия против Мелитены. Византийцы успешно действовали в областях Мелитены и Самосаты. Весной 934 года сам Куркуас выступил во главе 50 000 войска; с ним был Мелих-ал-Армени с отрядом армян. По обыкновению вся окрестная с Мелитеной местность подверглась опустошению, но самый город оказал сильное и продолжительное сопротивление. Халифат, в связи со смещением халифа Аль-Кахира, не предложил Мелитене помощь. Многие жители покинули город. 
Наконец, голод заставил оставшихся вступить в переговоры с доместиком. Последний разбил две палатки, на одной из которых был водружен крест. Населению Мелитены было объявлено, что, если кто из мусульман будет согласен принять христианство, тот пусть идет к палатке с крестом, и в таком случае тому будет возвращена семья и имущество; кто же хочет остаться мусульманином, пусть направится к другой палатке; эти последние будут доставлены греками в безопасное место и отпущены на свободу. 
Капитуляция Мелитены произошла 19 мая 934 года. Большинство мусульман направилось к палатке с крестом и приняло христианство. Мелитена была полностью включена в состав империи и обращена в кураторию (государственную собственность); император в виде налога требовал с города ежегодно большого количества золота и серебра. С этих пор Мелитена на долгое время осталась за Византийской империей. Одновременно с Мелитеной перешла в руки греков и Самосата.